# 京成東成田線
東成田線（ひがしなりたせん）は、京成成田駅と東成田駅を結ぶ京成電鉄の鉄道路線である。全区間において千葉県成田市内を走行する。駅ナンバリングで使われる路線記号はKS。

## 概要
千葉県成田市にほぼ全ての部分が属しているが、途中わずかに多古町一鍬田の飛び地を通過している。
新東京国際空港（現：成田国際空港）開港翌日である航空便就航日の1978年5月21日に開業した。開業時はこちらが本線であり、空港アクセス路線の役割を担っていたが、その後1991年に成田新幹線予定地を活用した駒井野信号場 - 成田空港駅間の新線として成田空港高速鉄道線が開業して以降は、そちらが本線の役割を果たしている。なお、旅客案内上では「東成田線」の線名はほとんど使用されず、京成の時刻表や公式サイトなどでは本線の一部として扱われている。2002年の芝山鉄道線開業後は、同線と京成本線とを接続する役割も果たしている。
駒井野信号場で本線と分岐するが、京成成田駅から駒井野信号場の間も本線と重複して東成田線となっている。東成田線は本線の駒井野信号場 - 成田空港駅間や成田空港線（成田スカイアクセス線）と異なり、京成電鉄が自身で敷設（保有）・運送とも行う第一種鉄道事業者となっている。
利用は伸び悩んでおり、東成田線の営業係数は500を超えている。開業時より加算運賃が設定されているが、前述の新線開通による旅客流動変化もあり、回収率は開業45年が経過した2022年度時点でも9.1パーセントに留まっている。京成本線も京成成田駅 - 成田空港駅間で同様に加算運賃が設定されているが、こちらは同年度までに78.5パーセントを回収しており、東成田線より13年後に開業した京成本線に回収率で大きな差をつけられている。

### 路線データ
- 路線距離：7.1 km（うち6.0 kmは本線と重複）
- 軌間：1435 mm
- 複線区間：全線（ただし東成田駅構内に部分的な単線運用区間あり）
- 電化区間：全線（直流1500 V）
- 閉塞方式：自動閉塞式
- 保安装置：C-ATS
- 最高速度：105 km/h[2]

## 歴史
- 1966年（昭和41年）7月：成田市三里塚に新東京国際空港（現・成田国際空港）の建設を決定[1]。
- 1968年（昭和43年）12月：京成成田駅 - 成田空港駅間の地方鉄道敷設免許を申請[1]。
- 1969年（昭和44年）11月：京成成田駅 - 成田空港駅間の地方鉄道敷設免許を取得[1]。
- 1970年（昭和45年）11月：建設工事に着手[1]。
- 1972年（昭和47年）11月：突貫工事により設備が完成[1]。総建設費用は135億円[1]。しかし、空港反対派の活動もあり開港が大幅に遅れたため[1]（成田空港問題・三里塚闘争も参照）、路線開業もずれ込むこととなった[1]。
- 1978年（昭和53年）5月21日：京成成田駅 - 成田空港駅（初代）間開業[1]。
- 1991年（平成3年）3月19日：成田空港駅（初代）を東成田駅に改称。本線 駒井野信号場 - 成田空港駅（2代）間開業に伴い、京成成田駅 - 東成田駅間を東成田線とする（京成成田駅 - 駒井野信号場間は本線と重複）。
- 2002年（平成14年）10月27日：芝山鉄道線開業に伴い、同線との相互直通運転を開始。
- 2022年（令和4年）11月26日：日中時間帯の列車にてワンマン運転を開始[6]。平日のみだった4両編成の列車が休日にも運行されるようになる。

## 運行形態
以下の列車が運転されている。運行間隔は1時間に1 - 2本程度、ラッシュ時は3本程度。
平日の京成上野駅発着快速1往復が2019年10月26日のダイヤ改正で東成田行きから芝山千代田行きに変更されたため、芝山鉄道線へは全ての列車が直通し、芝山千代田駅を始発・終着とするようになった。

### 快速特急・特急・通勤特急・快速
朝夕ラッシュ時に、本線・都営地下鉄浅草線・京急本線・京急空港線との直通運転を行っている。
現行ダイヤでは以下の運行パターンがある。
- 芝山鉄道線芝山千代田駅 - 京成上野駅
  - 上りは朝、下りは夜を中心に設定されている。特急は平日は夜間下り3本、土休日は夜間下りの最終電車と夕方1本の京成上野行き、通勤特急は平日上りのみの運転となる。平日の快速の1往復は東成田駅折返しとなっていたが2019年10月26日のダイヤ改正で芝山千代田発着とされた。
- 芝山鉄道線芝山千代田駅 - 都営線西馬込駅
  - 上りは平日朝1本の快速特急、平日夕夜間に快速が設定されている。いずれも都営浅草線内は普通として運転する。下りは平日・土休日とも現在のダイヤでは設定がない。
- 京急線羽田空港第1・第2ターミナル発芝山鉄道線芝山千代田行き
  - 平日のみで快速特急と特急が各1本運転されている。
  - 京急線内は急行、都営線内は京成線の種別で運転されている。

### 普通
朝夕ラッシュ時に、本線との直通運転を行っている。 日中は京成成田駅 - 芝山鉄道線芝山千代田駅間の折り返し運転となる。京成成田駅で成田空港・空港第2ビル方面からの快速列車に接続する。
現行ダイヤでは以下のパターンでの運転となる。
- 京成成田駅 - 芝山鉄道線芝山千代田駅
  - 日中は4両編成（ワンマン運転）の列車が40分間隔で運転している。
- 京成上野駅、京成津田沼駅、宗吾参道駅 - 芝山鉄道線芝山千代田駅
  - 朝・夕を中心に運転されている。

## 女性専用車
平日朝ラッシュ時の上り、芝山千代田発通勤特急京成上野行き（8両編成）2本の最後部車両は女性専用車となっている。

## 行商専用車

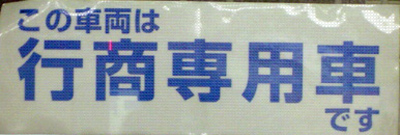
行商専用車の窓に運行時のみ貼付されるステッカー（「嵩高荷物専用車」と表記される場合がある）

かつて、平日朝の上り普通京成上野行き（6両編成）1本の最後部車両を対象に行商専用車が設定されていた。2013年3月29日の運行をもって廃止された。

## 駅一覧
- 全線千葉県成田市内に所在

| 駅番号 | 駅名         | 累計 キロ | 接続路線                                                                        |
| ------ | ------------ | --------- | ------------------------------------------------------------------------------- |
| KS40   | 京成成田駅   | 0.0       | 京成電鉄： 本線（京成上野方面直通運転） 東日本旅客鉄道：■成田線（成田駅:JO 35） |
|        | 駒井野信号場 | （6.0）   | 本線との実際の分岐点 本線：空港第2ビル駅方面                                    |
| KS44   | 東成田駅     | 7.1       | 芝山鉄道： 芝山鉄道線（直通運転）                                               |